# Вокзал Монпарнас
Вокзал Монпарна́с (фр. Gare Montparnasse) — один из семи крупных вокзалов Парижа, расположенный в районе Монпарнас, в 15-м округе.
Станция используется для приёма и отправления междугородних поездов TGV на запад и юго-запад Франции, в том числе по направлению на Тур, Бордо, Нант и Ренн. Кроме того, вокзал обслуживает пригородные и региональные маршруты Transilien Paris — Montparnasse.
Рядом с вокзалом расположена станция метро, удалённые части которой связаны между собой высокоскоростным траволатором.

## Авария на вокзале Монпарнас

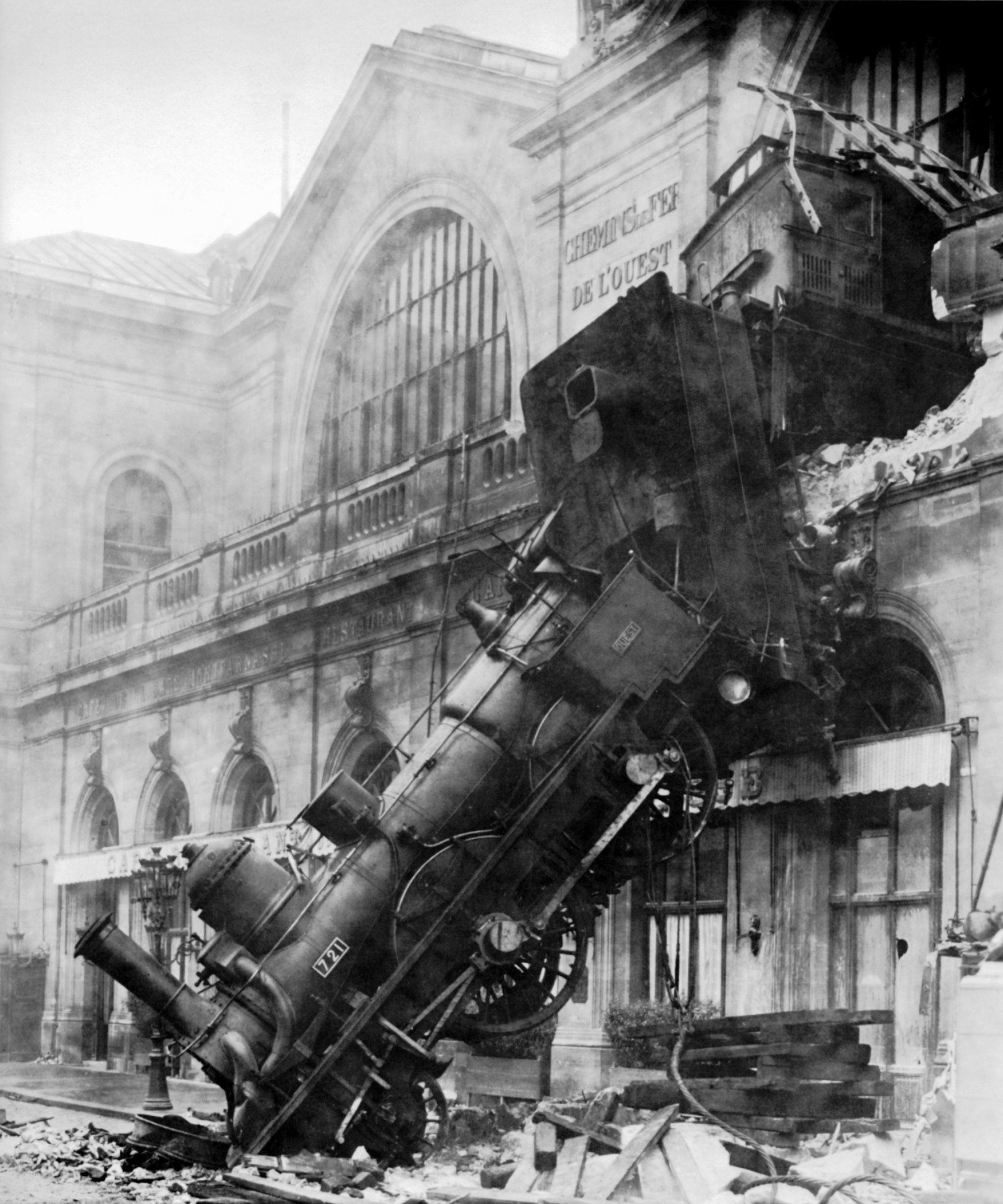
Авария экспресса Гранвиль — Париж

Вид на вокзал с Монпарнасской башни. Ноябрь 2017 года

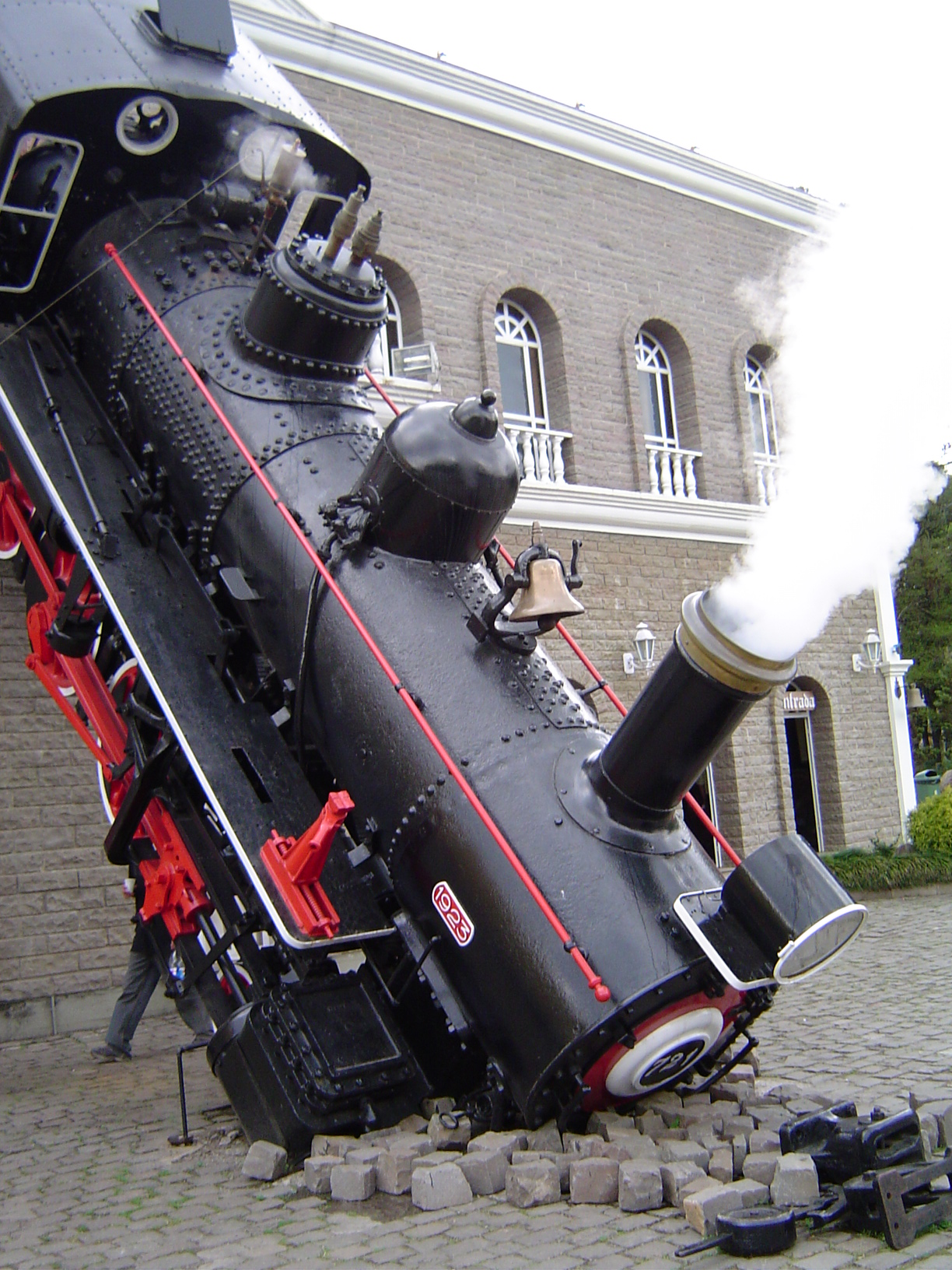
Памятник в Бразилии

22 октября 1895 года на вокзале Монпарнас произошла авария. Экспресс из Гранвиля, прибывавший на вокзал, из-за неисправности тормозов не смог остановиться и на скорости 40 км/ч сбил тупиковый упор, пробив 60-сантиметровую стену вокзала. Паровоз через пролом выпал на улицу, которая находилась на 10 метров ниже путей. Там паровоз остановился, уткнувшись носовой частью в мостовую.
У этой аварии было на удивление мало жертв: два пассажира поезда получили ранения, также пострадала паровозная бригада и пожарный, но все они остались живы. Погибла лишь продавщица газет, стоявшая на улице, — она была придавлена обвалившейся стеной.
По мотивам этой аварии в Бразилии был создан макет-памятник.